# Insula Negriței
Insula Negriței este un film românesc din 1957 regizat de George Sibianu.